# ジョン・バンヴィル
ジョン・バンヴィル（John Banville, 1945年12月8日 - ）は、アイルランドの小説家、ジャーナリスト。

## 経歴
1945年、アイルランド・ウェクスフォード生まれ。12歳よリ小説を書き始める。
1970年、短篇集Long Lankinでデビュー。
アイルランド紙で文芸記者として働きながら執筆を続け、『コペルニクス博士』（1976）でジェイムズ・テイト・ブラック記念賞、『ケプラーの憂鬱』（1981）でガーディアン賞、『海に帰る日』（2005）でブッカー賞受賞。2011年、フランツ・カフカ賞受賞。
現代アイルランドを代表する作家であり、The New York Review of Booksなどで批評家としても活躍している。ダブリン在住。
また、ベンジャミン・ブラック（Benjamin Black）名義でミステリ作品も発表。

## 邦訳作品
- 『ケプラーの憂鬱 高橋和久・小熊令子訳、工作舎、1991年10月。ISBN 4-87502-187-9
- 『コペルニクス博士』斎藤兆史訳、白水社、1992年1月。
- 『プラハ 都市の肖像』高橋和久・桃尾美佳訳、DHC出版、2006年4月。
- 『バーチウッド』佐藤亜紀・岡崎淳子訳、早川書房、ハヤカワepiブック・プラネット、2007年7月。
- 『海に帰る日』村松潔訳、新潮社、新潮クレスト・ブックス、2007年8月。
- 『ダブリンで死んだ娘』松本剛史訳、ランダムハウス講談社文庫、2009年4月。
- 『無限』村松潔訳、新潮社、新潮クレスト・ブックス、2010年10月。
- 『溺れる白鳥』松本剛史訳、武田ランダムハウスジャパン、RHブックス・プラス文庫、2011年7月。
- 『いにしえの光』村松潔訳、新潮社、新潮クレスト・ブックス、2013年11月。
- 『黒い瞳のブロンド』小鷹信光訳、早川書房、ハヤカワ・ポケット・ミステリ、2014年10月。レイモンド・チャンドラー『長いお別れ』の公認続編

## 著作リスト
小説
- Nightspawn (1971)

- バーチウッド Birchwood (1973) 佐藤亜紀・岡崎淳子訳、早川書房〈ハヤカワepiブック・プラネット〉、2007年7月

- 科学革命三部作 :

- コペルニクス博士 Doctor Copernicus (1976) 斎藤兆史訳、白水社、1992年1月。
- ケプラーの憂鬱 Kepler (1981) 高橋和久・小熊令子訳、工作舎、1991年10月。ISBN 4-87502-187-9
- The Newton Letter (1982)

- Mefisto (1986)
- The Book of Evidence (1989)
- Ghosts (1993)
- Athena (1995)
- The Ark (1996)
- The Untouchable (1997)
- Eclipse (2000)
- Shroud (2002)
- 海に帰る日 The Sea (2005) 村松潔訳、新潮社〈新潮クレスト・ブックス〉、2007年8月。
- 無限 The Infinities (2009) 村松潔訳、新潮社〈新潮クレスト・ブックス〉、2010年10月。
- いにしえの光 Ancient Light (2012) 村松潔訳、新潮社〈新潮クレスト・ブックス〉、2013年11月。
- The Blue Guitar (2015)

ベンジャミン・ブラック名義で刊行された小説
- 病理医クワーク・シリーズ
  1. ダブリンで死んだ娘 Christine Falls (2006) 松本剛史訳、ランダムハウス講談社文庫、2009年4月。
  2. 溺れる白鳥 The Silver Swan (2007) 松本剛史訳、武田ランダムハウスジャパン〈RHブックス・プラス〉文庫、2011年7月。
  3. Elegy for April (2010)
  4. A Death in Summer (2011)
  5. Vengeance (2012)
  6. Holy Orders (2013)
  7. Even the Dead (2015)
- The Lemur (2008)
- 黒い瞳のブロンド The Black-Eyed Blonde (2014) 小鷹信光訳、早川書房〈ハヤカワ・ポケット・ミステリ〉、2014年10月。レイモンド・チャンドラー『長いお別れ』の公認続編。2022年、『探偵マーロウ』として映画化。

ノンフィクション
- プラハ 都市の肖像 Prague Pictures: Portrait of a City (2003) 高橋和久・桃尾美佳訳、DHC出版、2006年4月。